# Acricotopus simplex
Acricotopus simplex är en tvåvingeart som beskrevs av Zhang och Wang 2004. Acricotopus simplex ingår i släktet Acricotopus och familjen fjädermyggor. Inga underarter finns listade i Catalogue of Life.